# Sojuz 21
Sojuz 21 byla kosmická loď SSSR z roku 1976, která se svou posádkou absolvovala let na Saljut 5, zcela novou sovětskou orbitální stanici na oběžné dráze Země. K této stanici to byl zahajovací, první let s posádkou. Podle katalogu COSPAR dostal označení 1976-064A a byl 56. registrovaným letem kosmické lodě s lidmi na palubě ze Země. Její volacím znakem byl BAJKAL.

## Posádka
Dvoučlennou posádku tvořili tito kosmonauti:
- Boris Volynov, velitel lodě, 41 let, jeho druhý let
- Vitalij Žolobov, palubní inženýr, 39 let, první a také poslední let

## Průběh letu

### Start
Loď odstartovala 6. července 1976 z kosmodromu Bajkonur s pomocí stejnojmenné rakety Sojuz a dostala se na oběžnou dráhu ve výši 193 – 253 km nad Zemí s pro Sojuzy obvyklou periodou 88 minut.

### Práce na stanici
Po korekcích letové dráhy na 5 a 17 oběhu se podařilo 7. července provést ruční spojení s orbitální stanicí Saljut 5. Ta v době připojení měla za sebou 240 obletů Země. Oba kosmonauti do ní přestoupili. Zde plnili připravené i nově zadávané úkoly.
Novinkou programu bylo využití zařízení KRISTALL k sledování růstu krystalů v beztížném stavu. Program byl věnován řadě různých experimentům z oblastí technologie kovů i kapalin, lékařství s aparaturami POLYNOM 2M a LEVKOJ , měření složení atmosféry Země. Byla prováděna pozorování vesmírných objektů, velká pozornost patřila udržování fyzické kondice cvičením. V dobách osobního volna měli k dispozici knihy, šachy, magnetofonové pásky s hudbou. Ze stanice bylo televizní vystoupení.

### Konec mise
Dne 24. srpna 1976 se od Saljutu 5 dopravní loď Sojuz 21 odpojila. O tři hodiny později kabina s kosmonauty přistála na poli s pomocí brzdících motorů a padákového systému na území Kazachstánu, 200 km jihozápadně od města Kokčetav.
Stanice Saljut 5 zůstala na oběžné dráze, později zde byly ještě posádky s loděmi Sojuz 23 a Sojuz 24.
Celá mise Sojuzu 21 trvala 49 dní, tedy 1182 hodin, během nichž bylo vykonáno 790 obletů Země.

## Konstrukce lodě
Udaná startovací hmotnost byla 6570 kg. Loď se obdobně jako ostatní lodě Sojuz skládala ze tří částí, kulovité orbitální sekce, návratové kabiny a sekce přístrojové. Loď byla vybavena spojovacím zařízením.